# Komsomolsk (Ivànovo)
Komsomolsk - Комсомольск (rus) és una ciutat de l'óblast d'Ivànovo, a Rússia.

## Geografia
Komsomolsk es troba a la vora del riu Ukhtokhma, un afluent de l'Uvod. És a 37 km al nord-oest d'Ivànovo i a 222 km al nord-est de Moscou.

## Història
El 1927 començà la construcció de la central tèrmica d'Ivànovo prop del poble de Milóvskoie. Després d'entrar en funcionament el 5 d'octubre el 1930, el poble fou erigit com a possiólok (poble) el 1931 i rebé el nom de Komsomolsk, aquesta data fou considerada la data de fundació de la vila, que aconseguí l'estatus de ciutat el 1950.